# Nina Ort
Nina Ort (* 1966 in München) ist eine deutsche Germanistin und außerplanmäßige Professorin am Institut für Deutsche Philologie in München.

## Leben
Ort studierte Deutsche Philologie an der Ludwig-Maximilians-Universität (LMU) in München und promovierte dort bei Georg Jäger mit einer Arbeit über Jacques Lacans Psychosemiologie und Systemtheorie. 2005 habilitierte sie sich in München mit einer Arbeit über Reflexionslogische Semiotik. Seit 2014 hat sie eine apl. Professur für Neuere Deutsche Literatur an der LMU inne.
Ort gibt seit 2001 gemeinsam mit anderen die elektronische Zeitschrift IASLonline heraus.
Besondere Forschungsgebiete von Ort sind Literaturtheorie, Methoden, Zeichentheorie, Lacansche Psychosemiologie und die Peircesche Semiotik.

## Werk
- Das Symbolische und das Signifikante. Eine Einführung in Lacans Zeichentheorie. Wien 2014
- Reflexionslogische Semiotik. Zu einer nicht-klassischen und reflexionslogisch erweiterten Semiotik im Ausgang von Gotthard Günther und Charles S. Peirce und ihrer Anwendung in der Literaturwissenschaft. Weilerswist 2007
- Objektkonstitution als Zeichenprozeß. Jacques Lacans Psychosemiologie und Systemtheorie. Wiesbaden 1998
- Wie wir Ideen klar machen. Die Semiotik von Charles S. Peirce zur Einführung. Velbrück, Weilerswist 2024, ISBN 978-3-95832-374-2.
- mit Oliver Jahraus (Hrsg.): Theorie – Prozess – Selbstreferenz. Systemtheorie und transdisziplinäre Theoriebildung. Konstanz
- mit Oliver Jahraus (Hrsg.): Bewußtsein – Kommunikation – Zeichen.Wechselwirkungen zwischen Luhmannscher Systemtheorie und Peircescher Zeichentheorie. Tübingen 2001
- mit Sven Hanuschek, Kirsten Steffen, Rea Triandafilidis (Hrsg.): Die Struktur medialer Revolutionen. Festschrift für Georg Jäger. Frankfurt a. M. u. a. 2000
- mit Oliver Jahraus (Hrsg.): Beobachtungen des Unbeobachtbaren. Konzepte radikaler Theoriebildung in den Geisteswissenschaften. Weilerswist. 2000
- mit Georg Jäger, Martin Huber, Oliver Jahraus, Steffen Martus (Hrsg.): IASLonline. elektronische Zeitschrift, seit 2001

## Aufsätze
- Gotthard Günther (1900–1984). In: Oliver Jahraus/Armin Nassehi u. a. (Hrsg.): Luhmann Handbuch. Leben – Werk – Wirkung. Stuttgart: Metzler. S. 280–283, 2012
- Sinn und Unsinn in der Semiotik: Über Luhmanns Versuch, Klarstellungen zum semiotischen Zeichenbegriff zu leisten. In: Zeitschrift für Semiotik, Bd. 32, Heft 1–2/2010: Medien, Zeichen, Sinn: Semiotik und Systemtheorie. S. 67–79, 2010
- Affirmative Überidentifikation als Strategie der Kommunikationsguerilla. Eine semiotische Analyse. In: Ole Petras/Kai Sina (Hrsg.): Kulturen der Kritik. Mediale Gegenwartsbeschreibungen zwischen Pop und Protest. Dresden: Thelem, 2010
- „Total verrückt! – Die Welt ist schön!“ In: Oliver Jahraus/Marcel Schellong/Simone Hirmer (Hrsg.): Beobachten mit allen Sinnen. Grenzverwischungen, Formkatastrophen und emotionale Driften. Eine Festschrift für Bernd Scheffer. Frankfurt a. M. u. a.: Peter Lang (= Münchener Studien zur literarischen Kultur in Deutschland, Bd. 39) S.: 143–152, 2007

| Personendaten    | Personendaten        |
| ---------------- | -------------------- |
| NAME             | Ort, Nina            |
| KURZBESCHREIBUNG | deutsche Germanistin |
| GEBURTSDATUM     | 1966                 |
| GEBURTSORT       | München              |